# Wladimer Lawrinenko
Wladimer Lawrinenko (georgisch ვლადიმერ ლავრინენკო; * 13. Januar 1932 in Sochumi; † 7. Januar 2004 in Moskau) war ein georgischer Schwimmer, der für die Sowjetunion startete.

## Karriere
Lawrinenko nahm 1952 an den Olympischen Spielen im Wettkampf über 1500 m Freistil teil. Dort erreichte er Rang 25 im Vorlauf. Über selbige Distanz nahm er zwei Jahre später an den Europameisterschaften teil und gewann Bronze. Zwischen 1954 und 1961 gewann er fünf nationale Titel und stellte in den Wettkämpfen über 800 m und 1500 m Freistil fünf nationale Rekorde auf.